# Johann Wilhelm Ritter

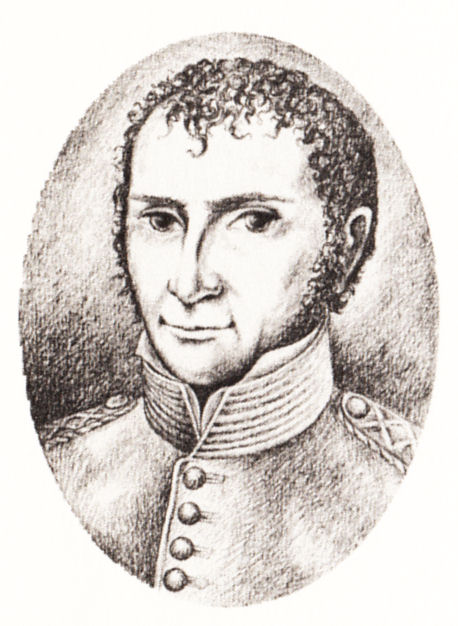
Johann Wilhelm Ritter

Johann Wilhelm Ritter (* 16. Dezember 1776 in Samitz bei Haynau, Schlesien; † 23. Januar 1810 in München) war ein deutscher Physiker und Philosoph der Frühromantik.
„Johann Wilhelm Ritter ist die herausragendste Figur unter den Naturforschern der Frühromantik im Kulturkreis Jena-Weimar. Obwohl Autodidakt, wurde er von Persönlichkeiten wie Goethe, Herder, Alexander von Humboldt und Brentano als wissenschaftlicher Partner geschätzt.“ Als Physiker entdeckte er 1801 die UV-Strahlung und erfand 1802 den ersten Akkumulator, die Rittersche Ladungssäule. Wie Alexander von Humboldt zog er um 1797/1798 den Galvanismus zur Erklärung des Lebens heran.

## Leben
Johann Wilhelm Ritters Vater wurde 1748 geboren, hieß ebenfalls Johann Wilhelm Ritter und war evangelischer Pfarrer. Seine Mutter Juliane Friederike Ritter, geborene Decovius kam 1753 zur Welt. Er hatte zwei Brüder und drei Schwestern. Im April 1796 schrieb sich an der Universität Jena ein Student namens Johann Wilhelm Ritter für das Studium der Naturwissenschaften ein. Er vermerkte im Matrikel, dass er am 16. Dezember 1776 im schlesischen Samitz geboren sei. Dort hatte er bis zum 14. Lebensjahr die Lateinschule besucht, war dann in einer Liegnitzer Apotheke Lehrling und einige Jahre als Provisor tätig gewesen. In der thüringischen Universitätsstadt betrieb nun Ritter keineswegs ein geregeltes Studium der damals üblichen Art. Er verblieb lieber in seinem kleinen Zimmer und stellte sich selber wissenschaftliche Aufgaben, etwa über „die wirkliche Gegenwart der Kalkerde in rohen Knochen“. Schließlich geriet er ins Fahrwasser des seinerzeit allgemeinen Interesses am Galvanismus. Seine erste entsprechende Abhandlung waren zehn Bogen der interessantesten Bemerkungen zu Alexander von Humboldts Werk über gereizte Muskel- und Nervenfasern.
Am 29. Oktober 1797 referierte Ritter vor der Naturforschenden Gesellschaft in Jena Ueber den Galvanismus: einige Resultate aus den bisherigen Untersuchungen darüber, und als endliches: die Entdeckung eines in der ganzen lebenden und todten Natur tätigen Princips. Seine Ausführungen fanden große Resonanz. Aber als er Johann Christian Reil in Halle das Manuskript zum Abdruck in dessen Archiv für Physiologie übersandte, erhielt er die Arbeit zurück mit der Notiz, dass eine „solche Bemerkung zu dreist sei und anderes dergleichen mehr“.
Der junge Wissenschaftler ließ sich nicht entmutigen, vertiefte mit neuen Experimenten weiter sein Wissen über die galvanischen Vorgänge. Im thüringischen Raum war Ritter bald als Naturforscher anerkannt, rieb sich aber häufig mit den an Universitäten und Akademien beschäftigten Wissenschaftlern. 1799 gründete er die Zeitschrift Beyträge zur nähern Kenntniß des Galvanismus. Darin legte er unter anderem seine aus eigenständigen Untersuchungen gewonnenen Überlegungen dar, dass die galvanischen Vorgänge immer an Oxidation und Reduktion gebunden sind. Deshalb gehört Ritter zusammen mit Theodor Grotthuß (1785–1822) zu den eigentlichen Begründern der elektrochemischen Theorie, zu der sie unabhängig voneinander Beiträge lieferten.
Goethe war von diesen Forschungen so begeistert, dass er Ritter als wahren „Wissenshimmel auf Erden“ bezeichnete. Nachdem Goethe ihn für die Erforschung der spektralen Lichterscheinungen interessiert hatte und ihm die These einer inneren Symmetrie – einer „Polarität“ – in diesen Spektren nahegebracht hatte, störte sich Ritter an der Asymmetrie, die sich im Jahr 1800 nach der Entdeckung des unsichtbaren Infrarotlichts (jenseits des roten Endes des Spektrums) durch Friedrich Wilhelm Herschel ergeben hatte; daher suchte er auf der gegenüberliegenden Seite das Spektrums nach photochemischen Effekten gleichfalls unsichtbarer Strahlung und wurde am 22. Februar 1801 fündig. Diese Entdeckung der heute sogenannten ultravioletten Strahlung durch Ritter ist vermutlich durch Goethes Einfluss auf Ritter zu erklären.

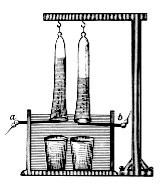
Erste quantitative Wasserelektrolyse durch Johann Wilhelm Ritter im Jahre 1800

Viele von Ritters zahlreichen Entdeckungen sind bis heute nahezu unbeachtet. Ein Grund liegt in seiner weitschweifigen Darstellungsweise, die an die Schriften der Romantiker erinnert, mit denen er in Jena verkehrte. Aufgestellt hat er als erster das heutige sogenannte Voltasche Spannungsgesetz im Mai 1801, also Monate bevor es der spätere Namensgeber mangelhaft formulierte. Im gleichen Jahr erfand er die Trockensäule und zwei Jahre später konstruierte er mit seiner Ladungssäule die Vorform des Akkumulators. 
Im Herbst 1804 erhielt Ritter endlich die ersehnte feste Anstellung und die damit verbundene offizielle wissenschaftliche Anerkennung, allerdings nicht in Thüringen, sondern durch die Bayerische Akademie der Wissenschaften, die ihn als ordentliches Mitglied aufnahm und ihm die Möglichkeit zur Fortsetzung seiner Forschungen gab. (Das obige Bild zeigt ihn möglicherweise in einer bayerischen Uniform.) Ab 1806 wandte er sich unter dem Einfluss des Theosophen Franz Xaver von Baader der Erforschung der sogenannten unterirdischen Elektrometrie, der Rutengängerei, zu. Ausgiebig betrieb er entsprechende Experimente, wodurch sein wissenschaftlicher Ruf, der bereits durch „spekulative Kontakte“ zu Philosophen wie Friedrich Wilhelm Schelling litt, bei den Fachkollegen (Physiker) natürlich nicht gefestigt wurde. 
Im Jahre 1808 brachte er ein erstes und letztes Heft über Siderismus (siehe auch Wünschelrute) heraus, um dann über ein System der Naturkräfte nachzudenken, in dem alle denkbaren Phänomene erfasst sein sollten. Er kam jedoch nur zu Ansätzen, denn kaum 33 Jahre alt verstarb er am 23. Januar 1810 in München. Obwohl oft vermutet wurde, dass Ritter an den Folgen der galvanischen Selbstversuche mit dem eigenen Körper starb, lassen sich diese Vermutungen aus den überlieferten Dokumenten nicht erhärten; laut einer anderen und nicht unplausiblen Hypothese starb Ritter an Lungenschwindsucht.

### Familie
Er heiratete am 17. Juni 1804 in Dorndorf Dorothea Catherine Münchgesang (1785–1823). Das Paar hatte vier Töchter, darunter Adeline (* 1808). Die Tochter wurde von Gotthilf Heinrich von Schubert adoptiert und heiratete Georg Benedikt Winer. Ferner gab es noch Johanne Fredrieke Henriette Wilhelmine (* 1804), Karl (ab 1810 Pflegesohn von A. L. Seutter von Lötzen ) ein weiterer Sohn kam zu A. F. Gehlen .

## Schriften
- Beweiß, dass ein beständiger Galvanismus den Lebensproceß in dem Thierreiche begleite. Weimar 1798.
- Fragmente aus dem Nachlasse eines jungen Physikers. Ein Taschenbuch für Freunde der Natur. Heidelberg 1810, Erstes Bändchen; Zweites Bändchen. Neu herausgegeben und mit einem Nachwort versehen von Steffen und Birgit Dietzsch, Verlag Gustav Kiepenheuer, Leipzig und Weimar, 1984, ISBN 3-7833-6401-9. – Dabei handelt es sich nicht um seinen Nachlass post mortem, sondern um eine von Ritter selbst zusammengestellte Sammlung seiner physikalischen und poetischen Skizzen und Aphorismen.
- Entdeckungen zur Elektrochemie, Bioelektrochemie und Photochemie. Reihe: Ostwalds Klassiker der exakten Wissenschaften, Band 271. Auswahl, Einleitung und Erläuterung von Hermann Berg und Klaus Richter, Verlag Harri Deutsch, Thun und Frankfurt/Main 1997, ISBN 3-8171-3271-9. – Dieses Buch versammelt seine wichtigsten naturwissenschaftlichen Aufsätze, darunter die Erfindung des Akkumulators und die Entdeckung des ultravioletten Lichtes.
- Beyträge zur nähern Kenntniss des Galvanismus und der Resultate seiner Untersuchung. Ersten Bandes erstes und zweytes Stück. Frommann Verlag, Jena, 1800. Neu herausgegeben mit einer ausführlichen Einleitung von Heiko Weber. Olms Verlag, Hildesheim, 2010.
- als Hrsg.: Carlo Amoretti: Physikalische und historische Untersuchungen über die Rabdomantie oder animalische Electrometrie. Übersetzer: Carl Ulysses von Salis. Berlin 1809 Teil 1 online – Internet Archive

## Rezeption
In dem 2016 erschienenen Roman Die Unglückseligen von Thea Dorn ist das Leben der Figur des Johann Wilhelm Ritter dem der realen Person entlehnt. In dem Roman wird ausführlich aus dem deutschsprachigen Wikipedia-Artikel über Ritter zitiert.